# SEIKO MATSUDA CONCERT TOUR 2003 Call me
『SEIKO MATSUDA CONCERT TOUR 2003 Call me』（セイコ・マツダ・コンサート・ツアー・2003・コール・ミー）は、松田聖子のライブ・ビデオ。2003年11月27日発売。
発売元はSony Records。

## 解説
同年6月～8月に行われたコンサート・ツアーからツアー初日さいたまスーパーアリーナ公演の模様を収録したDVD。SAYAKA・原田真二参加。
同年はアルバム発売が無かった為、新旧バラエティに富んだ選曲がなされた。1988年のアルバム『Citron』収録曲「林檎酒の日々」、2002年発売の海外盤アルバム『area62』収録曲「chameleon」「just for tonight」などが本ツアーで初披露となった。

## 収録曲
1. Opening
2. Call me
3. 林檎酒の日々
4. あなたに逢いたくて〜Missing You〜
5. It's Style'95
6. I Want You So Bad!
7. chameleon
8. 渚のバルコニー
9. MC1
10. 秘密の花園
11. 夏物語（with 原田真二）
12. This is the place 2003
13. garden（SONG by SAYAKA）
14. あなたのすべてになりたい
15. MC2（with SAYAKA）
16. 赤いスイートピー
17. SWEET MEMORIES
18. just for tonight
19. 天国のキッス
20. MC3
21. 蒼いフォトグラフ
22. 制服
23. 大切なあなた
24. Rock'n Rouge
25. チェリーブラッサム
26. 夏の扉
27. 素敵な明日
28. 20th Party